# Peter Barry (Politiker)
Peter Barry (irisch Peadar de Barra; * 10. August 1928 in Cork, County Cork; † 26. August 2016 ebenda) war ein irischer Politiker (Fine Gael).

## Familie und berufliche Laufbahn
Der Sohn des Geschäftsmanns und Dáil-Éireann-Abgeordneten Anthony Barry wurde nach dem Schulbesuch Hauptanteilseigner des Familienunternehmens Barry’s Tea.

## Politische Laufbahn

### Abgeordneter 1969 bis 1997
Barry begann seine politische Laufbahn 1969 mit der Wahl zum Abgeordneten in die Dáil Éireann, das Unterhaus des irischen Parlaments. Dort vertrat er bis 1997 für die Fine Gael den Wahlkreis Cork. Im Juni 1970 wurde er zum Lord Mayor („Oberbürgermeister“) von Cork City gewählt und übte dieses Amt bis Juni 1971 aus. Als er sich 1997 aus dem politischen Leben zurückzog, wurde seine Tochter Deirdre Clune zu seiner Nachfolgerin in das Unterhaus gewählt.

### Minister
Nach dem Wahlsieg der Fine Gael berief ihn Taoiseach Liam Cosgrave am 14. März 1973 zum Minister für Verkehr und Energie. Anschließend war er von 1976 bis 1977 Erziehungsminister.
Nach der Wahlniederlage der Fine Gael gegen die langjährige Regierungspartei Fianna Fáil 1977 wurde Barry 1979 Stellvertreter des Vorsitzenden der Fine Gael Garret FitzGerald. Als dieser am 30. Juni 1981 erstmals Taoiseach wurde, übernahm Barry das Umweltministerium bis zum 9. März 1982.
Nach dem erneuten Wahlsieg der Fine Gael war er vom 14. Dezember 1982 bis zum 10. März 1987 irischer Außenminister in der Koalitionsregierung zwischen der Fine Gael unter FitzGerald und der Irish Labour Party („Irischen Arbeitspartei“). In dieser Funktion war er im zweiten Halbjahr 1984 auch „Außenminister“ der Europäischen Gemeinschaften. Am 15. November 1985 war er einer der Hauptakteure zur Aushandlung des anglo-irischen Abkommens, das der Republik Irland ein gewisses Mitspracherecht bei der Verwaltung Nordirlands einräumte, andererseits aber den Status von Nordirland als Teil des Vereinigten Königreichs anerkannte. Nach dieser Vereinbarung war er auch der erste Vorsitzende der gemeinsamen anglo-irischen Regierungskonferenz. Als die Irish Labour Party am 20. Januar 1987 die Regierungskoalition verließ, wurde Barry für knapp zwei Monate noch Tánaiste („stellvertretender Ministerpräsident“).
Nach dem Rücktritt von FitzGerald als Vorsitzender der Fine Gael kandidierte Barry neben John Bruton erfolglos gegen Alan Dukes für das Amt des Parteivorsitzenden.